# Carbonera
Carbonera (AFI: /karboˈnɛra/) è un comune italiano di 11 186 abitanti della provincia di Treviso in Veneto.

## Origine del nome
Il nome Carbonera deriva dal termine latino Carbonaria, che significa "luogo del carbone". Questo toponimo potrebbe riferirsi alla presenza di foreste utilizzate per la produzione di carbone vegetale in epoca medievale. 

## Geografia Fisica

### Il territorio
Il comune di Carbonera si trova nella pianura veneta, a pochi chilometri a nord-est di Treviso. Il territorio è prevalentemente pianeggiante, con un'altitudine media di 18-19 metri sul livello del mare. Il territorio comunale è attraversato da diversi corsi d'acqua, tra cui il fiume Melma, che scorre da nord a sud lambendo il centro abitato. A est si trova il canale di Carbonera, un corso d'acqua artificiale derivato dal canale della Vittoria, alimentato dal Piave.

### Clima
Il clima è di tipo temperato subcontinentale, con inverni moderatamente freddi ed estati calde e umide. Le precipitazioni sono distribuite durante tutto l'anno, con picchi più elevati in autunno e primavera. Gli inverni sono caratterizzati da temperature minime che possono scendere sotto lo zero, con gelate notturne frequenti tra dicembre e febbraio.

## Storia

### Il medioevo
Le prime notizie su Carbonera risalgono all'anno 1000. Nel 1115 i frati cluniacensi ebbero in dono il monastero di San Giacomo Apostolo. In una pergamena scritta il 21 marzo 1121 un certo Oderico di Carbonera era testimone di una donazione di terreni fatta alla chiesa di Santa Fosca di Treviso. La chiesa di Carbonera faceva parte della mensa vescovile di Treviso.

### L'età moderna
Durante i secoli successivi, Carbonera continuò a svilupparsi come centro agricolo e commerciale. La sua posizione strategica nella pianura veneta facilitava i commerci e le comunicazioni con le città vicine, come Treviso e Venezia. Le ville venete, costruite dalle famiglie nobiliari, testimoniano la prosperità economica del periodo. Tra queste, la Villa Tiepolo Passi è un esempio notevole di architettura e arte del XVII secolo.

### Prima e seconda guerra mondiale
Un periodo oscuro nella storia del comune fu la prima e la seconda guerra mondiale. Nell’aprile del 1945, vi fu la strage della cartiera di Mignagola; Qui furono incarcerate e spesso uccise numerose persone, tra cui militari della Repubblica Sociale Italiana e civili fascisti. Molti dei detenuti furono sottoposti a torture efferate, e un numero significativo di loro fu ucciso.

### Il dopoguerra
Nel dopoguerra, il territorio ha vissuto un periodo di ricostruzione e sviluppo. L’industrializzazione e la modernizzazione hanno portato a una crescita demografica e a un miglioramento delle infrastrutture. Oggi, Carbonera è un comune vivace con una popolazione di oltre 11 000 abitanti. La comunità è attivamente impegnata nella promozione del patrimonio storico e culturale, con numerosi eventi e manifestazioni che celebrano le tradizioni locali.

### Simboli
Lo stemma mostra, sullo sfondo di un cielo azzurro, un castello con finestre rosse. Le tre torri, merlate alla guelfa, indicano i tre castelli del comune: quello di Carbonera, al centro, è il più alto, ed ai lati i castelli di Pezzan e Vascon. Il castello poggia su una campagna di color nero, che vuole ricordare l'antica strada romana Claudia Augusta Altinate che attraversa il territorio comunale. Lo scudo è accompagnato dagli ornamenti esteriori previsti per i comuni: un ramo di quercia ed uno di alloro, che simboleggiano rispettivamente la forza e la vittoria, legati tra loro da un nastro tricolore.
Lo stemma fu adottato con la delibera comunale nº 39 del 21 novembre 1966, la quale prevedeva le tre torri del castello di egual altezza e due alberi verdi ai lati dello stesso. Il prefetto decise di modificarlo, su suggerimento dell'Archivio di Stato di Treviso, in quello attuale, che venne approvato con la delibera nº 51 del 25 ottobre 1967 e concesso con il decreto del presidente della Repubblica del 5 dicembre dello stesso anno.
Il gonfalone è un drappo di rosso.

## Monumenti e luoghi d'interesse

### Architetture religiose
- Chiesa parrocchiale di Santa Maria Assunta, situata a Carbonera, ha origini antiche con testimonianze di una prima costruzione intorno all'anno 1000. L'attuale struttura fu edificata tra il 1899 e il 1907, su progetto dell'ingegnere veneziano Pietro Saccardo. La chiesa presenta uno stile eclettico, con una facciata imponente e un campanile che domina il paesaggio urbano. L'interno, a navata unica, è arricchito da decorazioni e affreschi, tra cui il mosaico absidale raffigurante la Madonna Assunta.
- Chiesa dei Santi Filippo e Giacomo, situata Pezzan, è di origine medievale, con testimonianze che risalgono al XIII secolo. La chiesa nasce come cappella dedicata a San Giacomo Apostolo, e nel 1344 il nome di San Filippo viene aggiunto alla titolazione. Nel corso dei secoli, ha subito diversi interventi di ampliamento e restauro, tra cui la costruzione della cappella della Beata Vergine Maria della Consolazione nel 1710 e l'allungamento del coro tra il 1712 e il 1716.

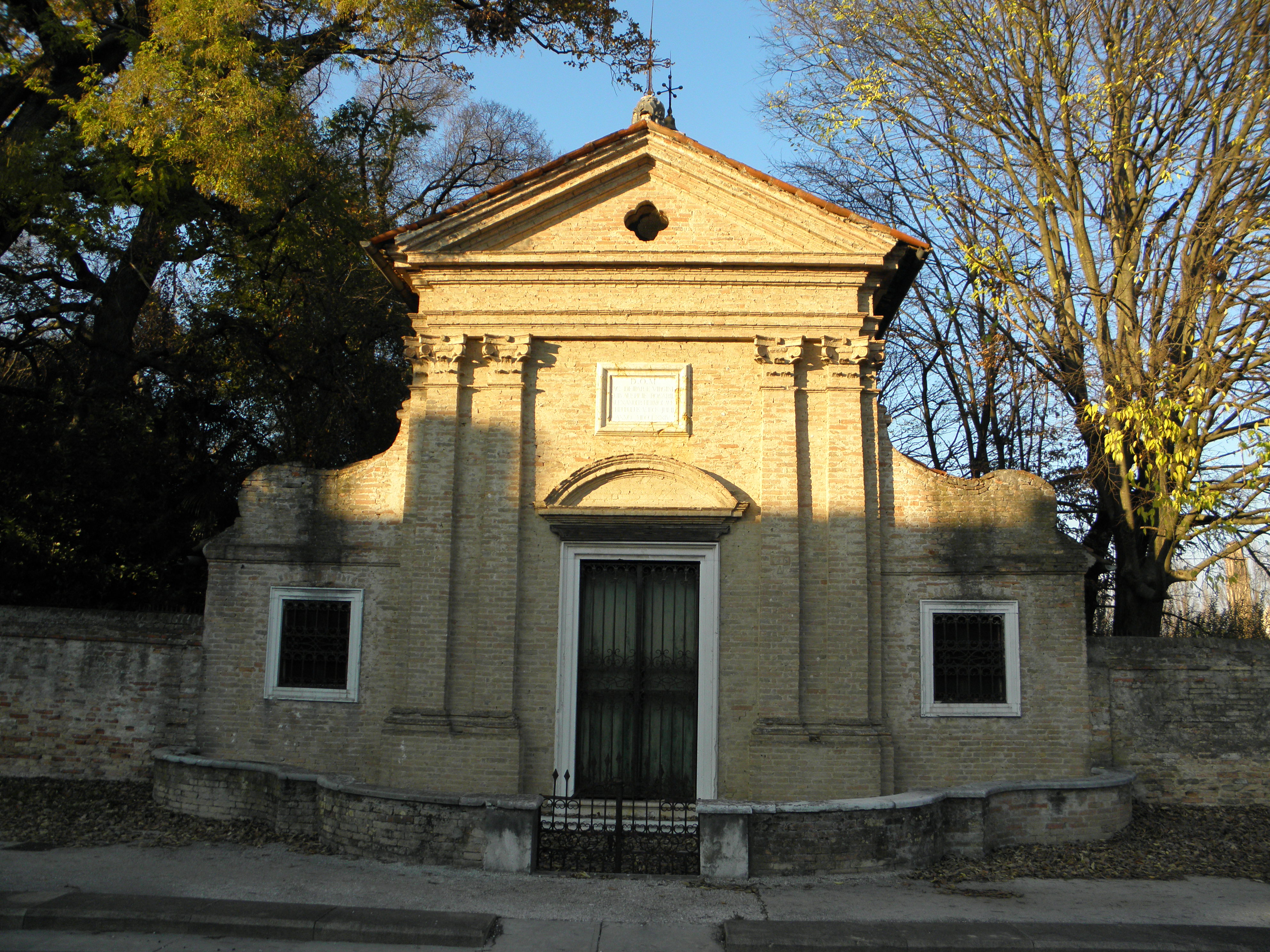
L'oratorio della Madonna del Rosario, cappella gentilizia di Villa Tiepolo Passi.

- L'oratorio della Madonna del Rosario, cappella gentilizia di Villa Tiepolo Passi.Oratorio della Madonna del Rosario, è situato all'interno del complesso di Villa Tiepolo Passi. La cappella gentilizia fu costruita nel 1774, dopo che un incendio distrusse la precedente chiesa presente nella proprietà. L'oratorio, realizzato in stile barocco veneziano, presenta una facciata elegante e un interno decorato con affreschi e stucchi del XVIII secolo, attribuiti a Giovan Battista Canal, nipote del celebre Canaletto. Il soffitto, invece, è opera della scuola del Tiepolo. All'interno, l'altare principale è dedicato alla Madonna del Rosario, con opere d'arte che testimoniano la devozione della famiglia Passi de Preposulo, attuale proprietaria della villa.[6]
- Chiesa di Santa Lucia Vergine e Martire di Vascon.
- Chiesa della Presentazione della Beata Vergine Maria di Mignagola.
- Chiesa di San Giacomo di Musestrelle.

### Architetture civili

#### Ville venete
Il territorio comunale presenta tredici ville, tutelate dall'Istituto Regionale Ville Venete (IRVV), e di seguito elencate le più importanti:

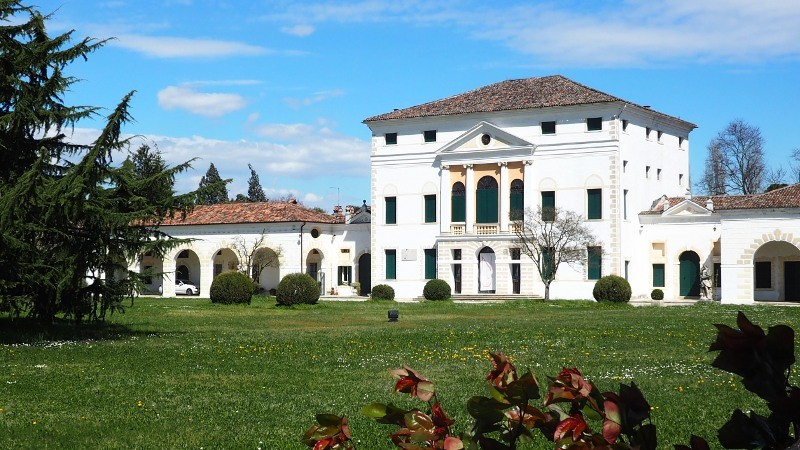
Villa Loredan

- Villa Tiepolo Passi, voluta dal nobile Almorò Tiepolo, rappresenta un importante edificio sia dal punto di vista storico che da quello artistico-paesaggistico.

- Villa Loredan, Valier, Stocco, Perocco di Meduna, importante complesso architettonico e paesaggistico risalente al XVII secolo. Di particolare pregio il Salone centrale delle feste impreziosito da affreschi rappresentanti scene a tema mitologico (Enea nell'Olimpo; Ratto delle Sabine; Morte di Turno; Enea riceve le armi divine).
- Villa Bragadin, Ruberti, costruzione del XVII secolo, è una dimora storica a tre piani. La villa ha un giardino privato e degni noti sono i molteplici alberi secolari.[7]

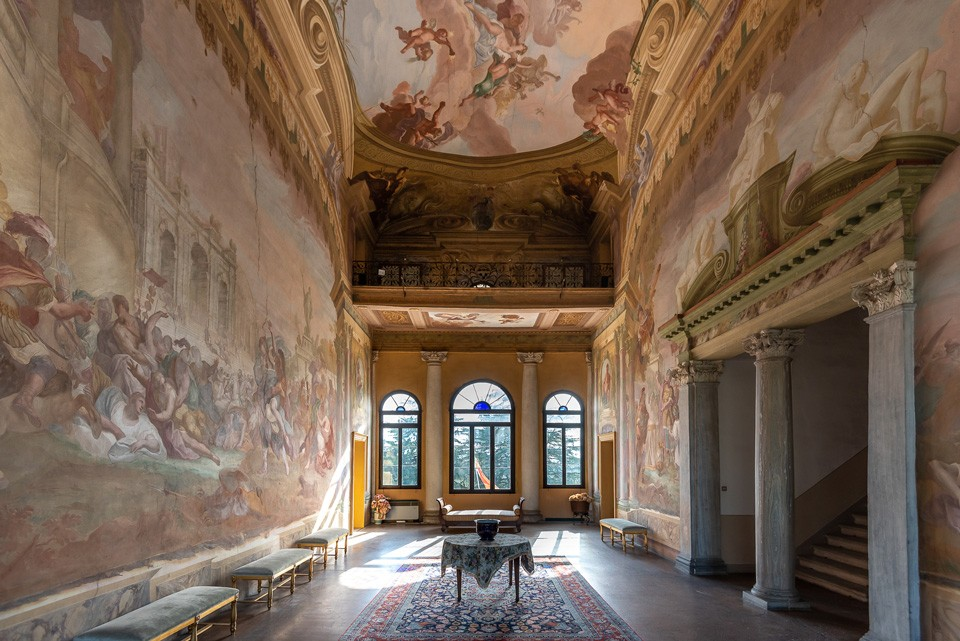
Interni di Villa Loredan

- Interni di Villa LoredanVilla Visentini, Caccianiga, storica residenza gentilizia, risale al XVIII secolo ed è poco distante da Villa Vitturi e Villa Sugana Saltore Caccianiga, dimore storiche nel comune di Maserada sul Piave. La villa presenta un corpo centrale molto prolungato, sviluppato su tre piani e due trifore centrali. La proprietà si completa di una barchessa di ampie dimensioni.[8]
- Villa Gradenigo, Pellegrini, villa del XV secolo, presenta un parco privato, situato al centro della proprietà.
- Casa Gagno, edificio originario del XVIII secolo, si compone di corpo padronale e annesso rustico. Presenta un portico a tre arcate.[9]

## Società

### Evoluzione demografica
Abitanti censiti

### Etnie e minoranze straniere
Al 31 dicembre 2023 gli stranieri residenti erano 898, pari al 7,54% della popolazione.

### Lingue e dialetti
A Carbonera, oltre all'italiano, è parlato un dialetto della lingua veneta facente parte del gruppo trevigiano, molto simile al dialetto veneziano.

## Economia

### Industria
Nella cittadina di Carbonera è presente dal 2002 la nuova sede della Dal Negro, importante azienda produttrice di carte da gioco, che qui ha costruito un nuovo stabilimento di produzione più moderno e funzionale, dal 2005 attivo anche nella realizzazione di giochi in legno per bambini.

## Amministrazione

### Sindaci dal 1995
| Periodo        | Periodo        | Primo cittadino    | Partito                  | Carica  | Note |
| -------------- | -------------- | ------------------ | ------------------------ | ------- | ---- |
| 23 aprile 1995 | 13 giugno 1999 | Lino Taffarello    | Lista civica             | Sindaco |      |
| 13 giugno 1999 | 13 giugno 2004 | Lino Taffarello    | Lista civica             | Sindaco |      |
| 13 giugno 2004 | 7 giugno 2009  | Fabiano Bonato     | Centro sinistra          | Sindaco |      |
| 7 giugno 2009  | 25 maggio 2014 | Fabiano Bonato     | Centro sinistra          | Sindaco |      |
| 25 maggio 2014 | 26 maggio 2019 | Gabriele Mattiuzzo | Lista civica             | Sindaco |      |
| 26 maggio 2019 | 3 aprile 2023  | Federica Ortolan   | Lega per Salvini Premier | Sindaco |      |
| 3 aprile 2023  | in carica      | Federica Ortolan   | Lega per Salvini Premier | Sindaco |      |